# Риксайм (кантон)
Рикса́йм (фр. Rixheim) — кантон на северо-востоке Франции в регионе Гранд-Эст (бывший Эльзас — Шампань — Арденны — Лотарингия), департамент Верхний Рейн, округ Мюлуз. Кантон был создан 22 марта 2015 года, он включает в себя город Риксайм и ещё 11 коммун.

## История
Кантон Риксайм — новая единица административно-территориального деления Франции (департамент Верхний Рейн, округ Мюлуз), созданная декретом от 21 февраля 2014 года. Новая норма административного деления вступила в силу на первых региональных (территориальных) выборах (новый тип выборов во Франции). Таким образом, единые территориальные выборы заменяют два вида голосования, существовавших до сих пор: региональные выборы и кантональные выборы (выборы генеральных советников). Первые выборы такого типа, на которых избирают одновременно и региональных советников (членов парламентов французских регионов) и генеральных советников (членов парламентов французских департаментов) состоялись в Риксайме 22 марта 2015 года. Эта дата официально считается датой создания нового кантона. Начиная с этих выборов, советники избираются по смешанной системе (мажоритарной и пропорциональной). Избиратели каждого кантона выбирают Совет департамента (новое название генерального Совета): двух советников разного пола. Этот новый механизм голосования потребовал перераспределения коммун по кантонам, количество которых в департаменте уменьшилось вдвое с округлением итоговой величины вверх до нечётного числа в соответствии с условиями минимального порога, определённого статьёй 4 закона от 17 мая 2013 года. В результате пересмотра общее количество кантонов департамента Верхний Рейн в 2015 году уменьшилось с 31-го до 17-ти.
Советники департаментов избираются сроком на 6 лет. Выборы территориальных и генеральных советников проводят по смешанной системе: 80 % мест распределяется по мажоритарной системе и 20 % — по пропорциональной системе на основе списка департаментов. В соответствии с действующей во Франции избирательной системой для победы на выборах кандидату в первом туре необходимо получить абсолютное большинство голосов (то есть больше половины голосов из числа не менее 25 % зарегистрированных избирателей). В случае, когда по результатам первого тура ни один кандидат не набирает абсолютного большинства голосов, проводится второй тур голосования. К участию во втором туре допускаются только те кандидаты, которые в первом туре получили поддержку не менее 12,5 % от зарегистрированных и проголосовавших «за» избирателей. При этом, для победы во втором туре выборов достаточно простого большинства (побеждает кандидат, набравший наибольшее число голосов).

## Состав кантона
Новый кантон в составе округа Мюлуз сформирован 22 марта 2015 года. По данным INSEE, кантон Риксайм включает в себя 9 коммун упразднённого кантона Ильзак (Бальдерсайм, Бантзенайм, Баттенайм, Омбур, Оттмарсайм, Ниффер, Пети-Ландо, Сосайм, Шалампе) и 3 коммуны упразднённого кантона Абсайм (Абсайм, Ридисем, Риксайм). Численность населения кантона — 47 410 человек (2012).

## Список коммун
| Код INSEE | Коммуна     | Французское название | Площадь, км² | Население, чел. (2012) |
| --------- | ----------- | -------------------- | ------------ | ---------------------- |
| 68015     | Бальдерсайм | Baldersheim          | 12,76        | 2603                   |
| 68020     | Бантзенайм  | Bantzenheim          | 21,22        | 1641                   |
| 68022     | Баттенайм   | Battenheim           | 16,88        | 1409                   |
| 68064     | Шалампе     | Chalampé             | 4,77         | 969                    |
| 68118     | Абсайм      | Habsheim             | 15,63        | 4944                   |
| 68144     | Омбур       | Hombourg             | 15,32        | 1182                   |
| 68238     | Ниффер      | Niffer               | 8,72         | 960                    |
| 68253     | Оттмарсайм  | Ottmarsheim          | 25,67        | 1829                   |
| 68254     | Пети-Ландо  | Petit-Landau         | 17,51        | 775                    |
| 68271     | Ридисем     | Riedisheim           | 6,96         | 12012                  |
| 68278     | Риксайм     | Rixheim              | 19,53        | 13632                  |
| 68300     | Сосайм      | Sausheim             | 16,91        | 5454                   |